# José Isidoro Gómez Torres
Isidoro Gómez (Pedrera, 1 d'agost de 1986) és un exfutbolista andalús, que ocupava la posició de defensa. Actualment fa d'entrenador assistent a l'IK Junkeren noruec.
Format al planter del Reial Betis, debutà a primera divisió a la temporada 06/07, en la qual hi disputa vuit partits amb l'equip sevillà. No ha tingut continuïtat les campanyes següents, tot formant part del filial bètic.